# De vier jaargetijden
De vier jaargetijden (Italiaans: Le quattro stagioni) is een cyclus van vier vioolconcerten gecomponeerd door Antonio Vivaldi. Hij voltooide dit werk in 1723. De vier jaargetijden is Vivaldi's bekendste werk en behoort tot de populairste werken uit de klassieke muziek.

## Achtergrond
De concerten werden in 1725 voor het eerst gepubliceerd in een bundel van twaalf concerten, genaamd Il Cimento dell'armonia e dell'invenzione (De krachtmeting van harmonie en inventie). De eerste vier concerten werden vernoemd naar een seizoen. Elk concert bestaat uit drie delen, met een langzaam middendeel en twee snellere hoekdelen.
Elk seizoen ging bij publicatie vergezeld van een waarschijnlijk door Vivaldi zelf geschreven sonnet.
Het toekennen van de seizoenen aan de vier concerten maakt De vier jaargetijden tot een van de eerste programmatische werken. In de partituur staan op diverse plekken aanduidingen die deze programmatische opzet verduidelijken en deze in de uitvoering ondersteunen, zoals de plekken waar het blaffen van de hond, het onweer, en diverse vogelgeluiden worden aangegeven. Mede door de vernieuwende melodieën, de harmonische contrasten en de helderheid van het stuk werd het bekend.

## Opbouw

### Concerto Nr. 1 in E majeur, Op. 8,RV269, "La primavera" (Lente)
- Allegro in E-majeur
- Largo e pianissimo sempre in cis-mineur
- Danza Pastorale: Allegro in E-majeur

### Concerto Nr. 2 in g mineur, Opus 8, RV 315, "L'estate" (Zomer)
- Allegro non molto in g-mineur
- Adagio e piano - Presto e forte in g-mineur
- Tempo impetuoso d'Estate in g-mineur

### Concerto Nr. 3 in F majeur, Op. 8, RV 293, "L'autunno" (Herfst)
- Allegro in F-majeur
- Adagio molto in d-mineur
- La Caccia in F-majeur

### Concerto Nr. 4 in f mineur, Op. 8, RV 297, "L'inverno" (Winter)
- Allegro non molto in f-mineur
- Largo in Es-majeur
- Allegro in f-mineur

## Klankvoorbeeld
Derde deel, Allegro, uit L'inverno, met John Harrison, viool